# زينون الرواقي
زينون (334 ق. م. – 262 ق.م) فيلسوف هلنستي من مواليد مستوطنة كيتيوم الفينيقية في قبرص. هاجر إلى أثينا في شبابه ومع أنه رفض أن يصبح من رعاياها إلا أنه بقي مقيمًا فيها حتى وفاته، وبعد دراسته على يد كريتيس الساخر وستيلبو الميجاري وفي الأكاديمية القديمة، أخذ يعلم في الرواق المعمد «من هنا كانت تسمية مذهبه الفلسفي بالرواقية»، وقد أنشأها سنة 300 ق.م وقال فيها بأن الرجل الحكيم يجب أن يتحرر من الانفعال، ولا يتأثر بالفرح أو الترح، وأن يخضع من غير تذمر لحكم الضرورة القاهرة.
تشتمل سيرته التي كتبها ديوجانس اللايرتي على خلاصة تعاليمه التي كانت دوغماتية «أي مؤكدة دون بيان ودليل» تتسم بطابع تنبّؤي، وتبدو في ظاهرها متناقضة، بدلًا من أن تكون فلسفية على غرار فلاسفة الإغريق الذين سبقوه، وقد قسم الفلسفة إلى المنطق والفيزياء والأخلاق، واتخذ الانطباع الثابت الذي لا سبيل إلى الشك فيه، مقياسًا للحقيقة، فجعل الأخلاق هي الأساس، وقال إن السعادة تكمن في ملاءمة الإرادة مع العقل الإلهي الذي يحكم الكون، غير أنه لم يبقَ من رسائله في المنطق والفيزياء والأخلاق والبلاغة إلا استشهادات متناثرة.
تدليلًا على مكانة زينون الرواقي ومعلم الأخلاق الفينيقي السامية في مجال الفكر، دعاه الملك المقدوني أنتيغون في رسالة وجهها إليه للإقامة عنده ليكون تلميذًا له، فيصبح كل شعبه من تلاميذه نظرًا لتفوقه العقلي والعلمي، فكان جواب زينون له وكان قد بلغ آنذاك الرابعة والثمانين من عمره: «إني سعيد بكونك تريد تعلم ما هو حقيقي ومفيد، وليس فقط فن قيادة الشعب والعبث بالأخلاق الطيبة، وأن أي إنسان تجذبه الفلسفة ويحتقر الرغبات الدنيوية، لا يكون وحسب ذا نبل طبيعي، بل ذا نبل خُلُقي عظيم، ولو لم أكن كهلًا ويعيقني هِرَم جسدي لجئت إليك، ولكنني سأرسل إليك بعض تلامذتي الذين يماثلونني بروحهم وهم أكثر فائدة مني».
وعندما شاهد انتيباتروس الصيدوني قبر زينون رثاه بقوله: «هنا يرقد زينون الكيتومي الحكيم الذي اتجه إلى السماء، إنه لم يضع جبلًا فوق جبل، كما لم ينجز أعمال هرقل ليصل إلى النجوم، فإن طريق الفضيلة كانت تكفيه».

## سيرته
من المحتمل أن زينون الرواقي هو من أصل فينيقي من قبرص، وهو مؤسس المدرسة الرواقية في الفلسفة، التي درّسها في أثينا منذ 300 ق.م مرتكزة على الأفكار الأخلاقية للفضيلة، قامت الرواقية على تأكيد الخير والسلام الفكري الناتج عن حياة الفضيلة بانسجام مع الطبيعة حيث أثبتت نجاحها وازدهرت كفلسفة مسيطرة في العصر الهيليني عبر الحقبة الرومانية.

## حياته
وُلد زينون سنة 334 ق.م في قبرص، وتستند معظم تفاصيل حياته من السيرة الذاتية والحكايات التي حفظها ديوجانس اللايرتي في كتابه (حياة وآراء الفلاسفة البارزين) وبعض تفاصيل حياة زينون مؤكدة في السودا (موسوعة بيزنطية من القرن العاشر). زينون هو ابن تاجر فينيقي أتى إلى أثينا ليعلم الفلسفة في سن 22. القصة تعود إلى أحد رحلاته إلى أثينا حيث جذبته كتابات سقراط فسأل صاحب المكتبة عن شخص مماثل، فأخبره صاحب المكتبة عن أحد الفلاسفة في اليونان. وصف زينون بأنه شخص جامح وصبور، ويعيش حياة زاهدة ووافرة، هذه الأمور أثرت في تعاليمه وفي فلسفته الرواقية. رفض زينون المواطنة الأثينية عندما عرضت عليه، حيث تخوف من أن يظهر كشخص غير مخلص لأرضه الأم فينيقيا. وكذلك فضل زينون صداقة البعض على الكثير، وكان مولعًا بالغوص في الاكتشافات، ولم يكن يحب أن يطيل أو يفصل في خطاباته. توفي زينون في 262 قبل الميلاد، ذكر لارتيوس عن وفاته: عندما كان مغادراً للمدرسة تعثر ووقع فكسر أصبع قدمه، ضاربًا للأرض بقبضته، اقتبس سطرًا من نيوبيه: «أتيت، أتيت، لماذا تنادينني؟» ومات فورًا بعد أن توقفت أنفاسه.

## فلسفته
قسم زينون الفلسفة إلى ثلاثة أجزاء:
- المنطق: وهو موضوع واسع يضم البلاغة، القواعد، والنظريات المتعلقة بالإدراك والفكر، وقد قسم زينون المفاهيم الصحيحة إلى ما يمكن فهمه وما لا يمكن. مؤكدا على الإرادة الحرة لقوة الإثبات في التفرقة بين الانطباعات الحسية، وقال أن هناك أربعة مراحل في عملية الوصول للمعرفة هي: الملاحظة، الإثبات، الإدراك، ثم المعرفة.
- الفيزياء: وهي لا تضم فقط العلوم بل الطبيعة المقدسة للكون. يرى زينون أن الكون هو الإله، كيان عاقل مقدس، وتنتمي كل الأجزاء إلى الكل. في رؤيته هذه الموحدة للوجود يرى أن الطبيعة رؤية فنية تقدم قواعد ثابتة للخلق.
- الأخلاق: حيث يرى زينون أن الهدف النهائي هو الوصول للسعادة فإنه لا يكون إلا عبر الطريقة الصحيحة في العيش وفقا للطبيعة.

## أعماله

### الجمهورية
في هذا العمل يقدم زينون صورة مجتمع مثالي يكون فيه الإنسان الحكيم هو المواطن بغض النظر عن وطنه، هذا المجتمع تحكمه قوانين مشتركة تتماشى مع قانون الطبيعة. مجتمع شرطه هو التوافق مع الطبيعة، يمتثل فيه المواطنون لرغباتهم الطبيعية. وما جمع من عمل زينون هو قليل وغير مكتمل، ولكن ما عرف عن هذا العمل هو ما يلي، فانتقد زينون نظام التعليم في عصره ووصفه بالعقيم لأنه قام على ثلاث فقط الكتابة، الموسيقى والرياضة، ثم ينتقل إلى مفهوم الصداقة ويرى أن الأصدقاء فقط هم من يملكون الحكمة أما غيرهم فهم في حالة عداء وصراع سواء بين الأخوة أو بين الأهل والأبناء، ولا يمكنهم التحول إلى أصدقاء إلا في حال أصبحوا حكماء. ويرى أن جمهوريته لابد أن تقوم على الصداقة، والحكمة في وجهة نظره ليس لها شروط بل يمكن لكل إنسان أن يحظى بها. ويرفض زينون فكرة العبودية ويرى أن العبودية هي ما بين السيد والعبد، ويرفض حتى تلك العبودية القائمة على عقود العمل، وتلك العبودية التي تعني تملك إنسان لآخر. ينتقل زينون لاحقا إلى موضوع النساء، ويؤكد على ضرورة زواج الحكيم والإنجاب ولا يضع شروطا للزواج حيث أن جميع مواطني الجمهورية هم الحكماء والممتازين، ويرى إن الزواج والإنجاب ضرورة لحفظ الجنس البشري. كما رفض زينون في جمهوريته بناء المعابد ما يعتبر إساءة للديانة اليونانية الرسمية، ورأى أن العبادة هي حاجة العابد وليست حاجة الآلهة، حيث يحتاج العابد إلى تذكير نفسه بوجود الآلهة، ويرى أن العبادات لا تؤثر بالآلهة ولكنها تلفت نظر العابد إلى وجود العنصر الإلهي داخله. ورفض زينون أيضا عبادة الأوثان، إذ رأى أن الآلهة ليست على صورة بشرية، وأن من يعتقد بذلك هو جاهل بالحقيقة الإلهية، ولذلك فإنه دعا إلى إزالة الأوثان من الجمهورية، كما دعا إلى إلغاء دور القضاء، مؤمنًا بأن المواطنين أنفسهم قادرون على تحقيق العدالة دون الحاجة إلى القوانين، وكان يرى أن العدالة تقوم على تطبيق القانون الطبيعي، بناءً على فهم صحيح له، وأنه لا يوجد مذنب يستحق العقاب، كما لا يرى حاجة للعملات المالية لأن جميع الأشياء في نظره مملوكة للجميع، ويجب أن يتم التبادل مباشرة بين المواطنين، فهو يرى أن المال سبب كل الشرور، ويرى زينون أيضاً أن النساء لا يختلفن بشيء عن الرجال، وقال بتوحيد الزي بين الرجال والنساء، لأن الزي كان تعبيرًا عن التمايز بين الغني والفقير، أما في جمهوريته لا بد أن يكون الجميع سواء يعيشون وفقًا للطبيعة.

### الأعمال الأخرى لزينون
- الأخلاق
- الحياة وفقا للطبيعة
- عن الحافز أو عن طبيعة البشر
- عن العواطف
- عن الواجب
- عن القانون
- عن التعليم اليوناني
- فن الحب
- عن الكون
- عن الكائن
- عن العلامات
- عن البصيرة
- عن الشعارات

## زينون واللاسلطوية
يعتبر زينون الرواقي أول لا سلطوي في العالم وممهداً هاماً لأفكارها، فقد رأى زينون أن البشر حكماء لا حاجة للسيطرة عليهم، وبالتالي لا حاجة إلى الدولة أو النقود أو المحاكم أو المؤسسات المنظمة. وفي رؤيته نرى مساواة كاملة بين الرجل والمرأة إضافة إلى ملامح واضحه للطبيعة الاشتراكية.

## من أقواله
- قوي مشاعرك، كي تؤلمك الحياة أقل ما يمكن.
- اتبع المنطق حيثما يقودك.
- من الأفضل أن تزل بقدميك على أن تزل بلسانك.
- لنا أذنان وفم واحد، لكي نستمع أكثر مما نتكلم.
- وعندما توفي أبنه ولم يبدي كثير الحزن سؤل عن سبب عدم شجونه فأجاب مؤكدًا فلسفته الطبيعية: لم ألد ابنًا كي لا يموت.

## روابط خارجية
- زينون الرواقي على موقع الموسوعة البريطانية (الإنجليزية)